# (43889) Osawatakaomi
(43889) Osawatakaomi est un astéroïde de la ceinture principale.

## Description
(43889) Osawatakaomi est un astéroïde de la ceinture principale. Il fut découvert le 17 août 1995 à Nanyo par Tomimaru Okuni. Il présente une orbite caractérisée par un demi-grand axe de 2,28 UA, une excentricité de 0,16 et une inclinaison de 4,4° par rapport à l'écliptique.

## Compléments